# SMS Viper (1896)
SMS Viper — миноносец военно-морского флота Австро-Венгрии. Viper был построен британской верфью Yarrow в период с 1895 по 1896 год и стал основой для последующих миноносцев типа Cobra. В 1910 году был переименован в Torpedoboot 17 и служил во время Первой мировой войны патрульным кораблём и тральщиком, сдан на слом в 1920 году.

## Описание
В 1895 году военно-морской флот Австро-Венгрии заказал по одному прототипу миноносца у британского кораблестроителя Yarrow и немецкого кораблестроителя Schichau-Werke, двух компаний, специализирующихся на строительстве торпедных кораблей.
Проект Yarrow имел длину 44,96 метра (147 футов 6 дюймов) по полной длине и 44,8 метра (147 футов) по длине между перпендикулярами, ширину 4,5 метра (14 футов 9 дюймов) и осадку 2,3 метра (7 футов 7 дюймов). Нормальное водоизмещение составляло 107 тонн (105 длинных тонн) и полное — 126 тонн (124 длинных тонны). Два угольных водотрубных котла Yarrow питали одну трехцилиндровую машину тройного расширения, которая вращала один гребной вал. Мощность двигательной установки составляла 1800 индикаторных лошадиных сил (1300 кВт), что обеспечивало скорость 24 узла (44 км/ч; 28 миль/ч).
Вооружение корабля состояло из двух 47-мм (1,9 дюйма) орудий Skoda L/33 и трех 450-мм (17,7 дюйма) торпедных аппаратов, причем два аппарата находились в передней части по бортам корабля, где они могли стрелять почти прямо вперед, а один — по центру корабля в корме. Экипаж корабля составлял 21 человек.

## Строительство и служба
Торпедный катер Viper был заложен на верфи Yarrow в Попларе, Лондон, в 1895 году и спущен на воду в январе 1896 года, раньше, чем конкурирующий торпедный катер Natter, построенный Schichau. Во время ходовых испытаний он развил скорость 26,5 узлов (49,1 км/ч; 30,5 миль/ч) и был достроен в октябре 1896 года. Хотя оба торпедных катера обладали схожей остойчивостью и мореходностью, Natter страдал от вибрации на высокой скорости, поэтому проект Yarrow был выбран для дальнейших заказов, при этом у Yarrow было заказано четыре корабля несколько большего класса Cobra.
В 1910 году Австрия переименовала большинство своих миноносцев, и Viper стал Tb 17. С началом Первой мировой войны Tb 17 вошла в состав 21-й группы торпедных катеров 11-го дивизиона торпедных катеров, сил местной обороны, базирующихся в Которе, и 20 марта 1917 года все еще базировалась в Которе как член 25-й группы торпедных катеров 15-го дивизиона торпедных катеров. Во время войны она использовалась как корабль сопровождения и тральщик, а в 1919 году по итогам Сен-Жерменского договора была передана Франции в качестве военной репарации. В 1920 году ее списали.